# سوزي إيبارا
سوزي إيبارا (بالإنجليزية: Susie Ibarra)‏ هي فنانة إيقاعية وعازفة جاز وملحنة أمريكية، ولدت في 15 نوفمبر 1970 في آناهايم في الولايات المتحدة.

## وصلات خارجية
- سوزي إيبارا على موقع IMDb (الإنجليزية)
- سوزي إيبارا على موقع ميوزك برينز (الإنجليزية)
- سوزي إيبارا على موقع أول ميوزيك (الإنجليزية)
- سوزي إيبارا على موقع ديسكوغز (الإنجليزية)